# Polizeiruf 110: Traumtod
Traumtod ist ein deutscher Kriminalfilm von Christine Hartmann aus dem Jahr 2006. Der Fernsehfilm erschien als 279. Folge der Filmreihe Polizeiruf 110. Der Kommissar Hinrichs ermittelt in seinem 26. Fall. Für seinen Kollegen Tellheim ist es der 2. Fall.

## Handlung
Luise Rimbach meldet ihren Ehemann als vermisst, als er nicht zum vereinbarten Frühstück im Hotel eintrifft. Die Kommissare Jens Hinrichs und Markus Tellheim beruhigen die Frau und gehen zunächst von einem harmlosen Vorkommnis aus. Im Gespräch berichtet sie, dass sie die Schwester von Heribert Wölflein ist, der in Schwerin ein größeres Anwesen besitzt. Zufälligerweise verschlägt es Tellheim am Abend zu diesem Mann, als unerwartet seine alte Freundin Paulina Meier auftaucht und ihn mit zu Wölfleins Party nimmt. Im Verlauf des Abends wird Tellheim mit K.-o.-Tropfen betäubt und erwacht nach diffusen Träumen im Zimmer seiner Schweriner Wohnung, ohne genaue Erinnerung an die letzte Nacht.
Kurze Zeit später wird er zu einem Leichenfund auf Wölfleins Anwesen beordert und muss entsetzt feststellen, dass man dort Paulina Meier aus dem Wasser gefischt hat. Er ist sich sicher, dass Wölflein den Tod seiner Freundin zu verantworten hat. Hinrichs möchte erst einmal abwarten, ob überhaupt ein Tötungsdelikt vorliegt, doch Blut- und Schleifspuren lassen die Kommissare aufmerksam werden. Die Spuren führen zu Wölfleins Bootshaus, wo die Ermittler unverschlossene Waffen und schon am nächsten Tag Horst Rimbachs Leiche in der Nähe des Bootshauses finden. Er wurde erschossen.
Hinrichs und Tellheim finden mehr und mehr Hinweise auf einen illegalen Kunsthandel, den Wölflein betreibt. Die Gäste auf der Party bestanden ausnahmslos aus Kunstsammlern und Kunsthändlern, die keinen Hehl aus ihrer Leidenschaft machen. So hatte Rimbach kurz vor seinem Tod einen sehr wertvollen „Bernsteindrachen“ erworben, den ihr Paulina Meier vermittelt hatte und an dem auch andere Sammler sehr interessiert waren. Für die Ermittler könnte der Bernstein helfen den Mörder zu überführen, denn wer ihn derzeit besitzt, dürfte auch der Täter sein. So lässt Tellheim Wöfleins Villa durchsuchen, was leider keinen Erfolg bringt. Dafür aber eine Hausdurchsuchung bei Wölfleins Angestelltem Kirst. Er gerät damit unter Mordverdacht, leugnet jedoch jemanden ermordet zu haben. Den Bernsteindrachen hätte er lediglich bei dem Toten gefunden. Tellheim glaubt ihm und will dem wahren Mörder eine Falle stellen. Es bittet Frau Kirst ihrem Mann zu helfen und Wölflein zum Schein zu erpressen, dass sie beweisen könne, dass er Rimbach umgebracht hätte. Wölflein geht darauf ein, und Tellheim versucht um jeden Preis ihm ein Geständnis abzupressen, doch er gesteht lediglich, die Leiche versteckt zu haben, und als Paulina Meier ihn dabei beobachtet hatte, sei sie ausgerutscht und ins Wasser gefallen, wo sie in ihrem angetrunkenen Zustand ertrunken sei.
Letztendlich gesteht Luise Rimbach, ihren Mann selber erschossen zu haben, weil er mit seiner Sammelleidenschaft nicht aufhören wollte und sie finanziell bereits fast ruiniert waren. Als er sie dann anrief und entgegen allen Versprechungen wieder ein Stück gekauft hatte, konnte sie einfach nicht anders.

## Hintergrund
Traumtod wurde am 3. September 2006 im Ersten zur Hauptsendezeit erstmals ausgestrahlt.

## Kritik
Rainer Tittelbach von tittelbach.tv schreibt anerkennend: „der Stabwechsel vom graumelierten Zyniker Törner zum einzelgängerischen Jungspund Tellheim“ scheint geglückt. Und  „So undurchschaubar jener Kommissar, der so wenig Glück hat mit seinen Beziehungen, so rätselhaft geben sich auch die Geschichten. ‚Mehr Krimi, weniger Tristesse‘, versprach der NDR beim Einstand des neuen Teams aus Schwerin. ‚Die Fälle sollen spannender werden und mehr das Krimigenre bedienen als bisher‘, so Eitner. ‚Traumtod‘ ist ein waschechter ‚Whodunit‘.“
Die Kritiker der Fernsehzeitschrift TV Spielfilm vergaben eine mittlere Wertung (Daumen zur Seite) und schrieben: „Mehr Realismus hätte hier geholfen!“.